# Kadir Topbaş
Kadir Topbaş (n. Yusufeli, Artvin, 8 de janeiro de 1945 - Istambul, 13 de fevereiro de 2021) foi um arquiteto e político turco de centro-direita que, de 2004 a 2017, foi prefeito (em turco: belediye başkanı) da área metropolitana (büyükşehir) de Istambul.

## Biografia
Kadir Topbaş nasceu na aldeia de Altıparmak, no distrito de Yusufeli, província de Artvin, uma região junto à fronteira com a Geórgia. A sua família tem ascendência georgiana. O seu pai tinha emigrado para Istambul em 1928, mas a mãe estava na terra natal quando deu à luz. Kadir Topbaş foi para Istambul  com três meses de idade, onde frequentou a escola primária e secundária. Em 1972 licenciou-se em teologia na Universidade de Mármara e em 1974 doutorou-se em arquitetura em Universidade de Belas Artes Mimar Sinan, com uma tese sobre arquitetura civil do Bósforo.
Além de ter sido arquiteto freelancer durante vários anos em Istambul, Kadir Topbaş foi brevemente imame em Edirne e professor de uma escola secundária em Küçükçekmece (Istambul). Iniciou a sua carreira política no Partido da Salvação Nacional (Millî Selâmet Partisi, MSP), de inspiração islâmica. Concorreu a deputado da Grande Assembleia Nacional da Turquia (parlamento turco) pela sua província natal de Artvin por duas vezes, ambas sem sucesso; a primeira em 1977, pelo MSP, e a segunda em 1987, pelo Partido do Bem Estar (Refah Partisi, RP), sucessor do MSP.
Entre 1994 e 1998, foi assessor do então prefeito de Istambul Recep Tayyip Erdoğan (primeiro-ministro a partir de 2003) para o restauro e decoração de palácios e outros edifícios históricos da cidade. No mesmo período foi também diretor adjunto daa Comissão de Monumentos e Proteção do Património Cultural do Ministério da Cultura da Turquia.
A 18 de abril 1999 foi eleito prefeito de Beyoğlu, um dos distritos urbanos históricos de Istambul pelo Partido da Virtude (Fazilet Partisi, FP), sucessor do RP. Uma das obras que desenvolveu neste cargo foi o projeto de reabilitação urbana Güzel Beyoğlu (Beyoğlu Belo).
Em 24 de março de 2004 foi eleito prefeito de Istambul pelo Partido da Justiça e Desenvolvimento (Adalet ve Kalkınma Partisi, AKP), sucessor do FP, cargo para que foi reeleito a 29 de março de 2009. Em novembro de 2007 foi eleito co-presidente da organização internacional Cidades e Governos Locais Unidos (UCLG), a qual passou a presidir a 20 de novembro de 2010. Em 2008 foi nomeado para o prémio World Mayor. Em 2009 foi nomeado presidente da União de Municípios da Turquia.
Morreu em 12 de fevereiro de 2021 em Istanbul, Turquia, aos 76 anos de idade, por complicações da COVID-19. Era casado e deixou dois filhos e uma filha.